# تكون الأورام الصماوية المتعددة
تكون الأورام الصماوية المتعددة (بالإنجليزية: Multiple endocrine neoplasia) اختصارها MEN تشمل عدة متلازمات متميزة تضم أورام من الغدد الصماء، كلٌ له طابعه الخاص. في بعض الحالات تكون الأورام خبيثة وفي البعض الآخر تكون حميدة. توجد بعض المتلازمات التي تحتوي على أورام حميدة أوخبيثة ناشئة من أنسجة غير صماء.
يتم توريث متلازمات MEN في صورة وراثة صبغية جسدية سائدة.

## التسمية
تم استبدال الأسماء القديمة،" تكون الأورام الغدية الحميدة الصماوية المتعددة (MEA) بالتسمية الحالية (MEN).
مصطلح «تكون الأورام الصماوية المتعددة» يطلق حينما يوجد ورمين صماويين أو أكثر في شخص واحد ووجود دليل على حدوث طفرة مُسبِبَة أو انتقال وراثي.
تم تقديم المصطلح في عام 1968 ولكن وصف الحالة يرجع لعام 1903.

## الحالات المرتبطة
متلازمة كارني وداء فون هيبل - لينداو ولكنهما ليسا مصنفان بصورة رسمة تحت مصطلح الأورام الصماوية المتعددة.

## التاريخ
في 1903 وصف أردهايم حالة شخص مصاب بضخامة الأطراف مصاب بورم نخامي غدي حميد وثلاث غدد جار درقية متضخمة.
في 1953 وثق Underdahl et al. سلسلة حالات من 8 أشخاص بمتلازمة من أورام غدية حميدة في الغدة النخامية، الجار درقية وجزر البنكرياس.
في 1954 دوَّن Wermer بأن انتقال المتلازمة يحدث في صورة سائدة.
في 1959 وصف Hazard et al. سرطان الغدة الدرقية اللبيّ الصلب.
في 1961 وصف Sipple مزيج من ورم القواتم، سرطان الغدة الدرقية اللبي وورم غدي جار درقي.
في 1966 وصف Williams et al. مزيج من الأورام العصبية المخاطية، ورم القواتم وسرطان الغدة الدرقية اللبيّ.
في 1968 قدّم Steiner et al. مصطلح تكون الأورام الصماوية المتعددة كوصف لاضطرابات تشمل مزيج من أورام غدد صماء
في 1988 تم تحديد موضع جين MEN1 على الكروموسوم 11.
في 1998 تم استنساخ جين MEN1.

## المقارنة
النسب المذكورة في الجدول أدناه تشير إلى كيفية أن جزء كبير من الناس ينمو لديهم نوع معين من الأورام.
| السمة                                 | MEN 1 | MEN 2                              | MEN 2                                           | MEN 2                                |
| السمة                                 | MEN 1 | تكون الورم الصماوي المتعدد النوع 2 | تكون الورم الصماوي المتعدد النوع 2 ب            | FMTC                                 |
| ------------------------------------- | --- | ---------------------------------- | ----------------------------------------------- | ------------------------------------ |
| مسماه                                 | متلازمة ورمر | متلازمة سيبل                       | (متعدد)                                         | (لايوجد)                             |
| الوراثة المندلية البشرية عبر الإنترنت | قالب:OMIM4 | قالب:OMIM4                         | قالب:OMIM4                                      | قالب:OMIM4                           |
| أورام البنكرياس                       | الورم الغاستريني (50%), الورم الجزيري (20%), الورم المفرز لعديدات الببتيد المعوية المنشأ الفعالة وعائياً، الورم الغلوكاغوني، PPoma | -                                  | -                                               | -                                    |
| ورم الغدة النخامية                    | 66% | -                                  | -                                               | -                                    |
| الورم الليفي الوعائي                  | 64%* | -                                  | -                                               | -                                    |
| الورم الشحمي                          | 17%* | -                                  | -                                               | -                                    |
| فرط تنسج الغدة جارة الدرقية           | 90% | 50%                                | -                                               | -                                    |
| سرطان الغدة الددرقية اللبيّ            | - | 100%                               | 85%                                             | 100%                                 |
| ورم القواتم                           | - | >33%                               | 50%                                             | -                                    |
| الخلقة الجسدية مرفانية الشكل          | - | -                                  | 80%                                             | -                                    |
| الورم العصبي المخاطي                  | - | -                                  | 100%                                            | -                                    |
| الجينات                               | MEN1 (قالب:OMIM4) | RET (قالب:OMIM4)                   | RET (قالب:OMIM4)                                | RET (قالب:OMIM4), NTRK1 (قالب:OMIM4) |
| معدل الانتشار التقريبي                | 1 in 35,000 (1 in 20,000 to 1 in 40,000)                                                                                          | 1 in 40,000                        | 1 in 1,000,000 (1 in 600,000 to 1 in 4,000,000) |                                      |
| الوصف المبدأي (سنة)                   | 1954 | 1961                               | 1965                                            |                                      |

*- تشير إلى المرضى المصابين بMEN1 والورم الغاستريني معاً.